# Salvatore Mancuso Gómez
Salvatore Mancuso Gómez, conosciuto anche come el Mono Mancuso, Santander Lozada, Il Signore della Droga o Triple Cero (Montería, 17 agosto 1964), è un criminale, paramilitare e narcotrafficante colombiano.
Di origini italiane (il padre è originario di Sapri), è un capo paramilitare colombiano, secondo in comando all'Autodefensas Unidas de Colombia (AUC).

## AUC
I gruppi paramilitari comandati da Mancuso combatterono i guerriglieri (principalmente l'EPL, le FARC e l'ELN), le loro attività sono finanziate per lo più da proprietari terrieri, dal traffico di droga, estorsioni e rapine.
Ha commesso numerose atrocità e massacri contro i presunti membri della guerriglia e la popolazione civile. Le attività di presunti gruppi paramilitari, tra cui il più tristemente noto chiamato "Aguilas Negras", continuano nonostante la legge "justicia y paz", approvata dal congresso colombiano nel 2005, che aveva come scopo il reintegro nella società e la smilitarizzazione di queste milizie irregolari.
Mancuso è stato inizialmente imprigionato nella prigione di massima sicurezza di Itagüí, Antioquia dopo un processo di pace che ha portato alla sua smobilitazione e successivo trasferimento alla prigione di Cúcuta, per aiutare a identificare le vittime del luogo.
Il 15 agosto 2007 ammette i suoi crimini alla corte colombiana seguendo un discorso che i suoi avvocati hanno fatto per precludere la sua estradizione negli Stati Uniti per traffico di droga.
Mancuso deve rivelare le rotte dei traffici e i contatti per la droga per soddisfare completamente l'accordo.

## 'Ndrangheta
Mancuso come rivelano il Corriere della Sera e L'Ora della Calabria ha rivelato di aver avuto contatti anche con le cosche della 'ndrangheta. Fu coinvolto nell'operazione Decollo che ha portato all'arresto di 159 persone, tra cui vi erano Natale Scali (Gioiosa Jonica) e Santo Scipione (San Luca), i contatti con la mafia calabrese.
Tramite l'AUC Mancuso avrebbe fatto arrivare al porto di Gioia Tauro 8 tonnellate di cocaina.
Coinvolto anche nell'operazione Galloway Tiburon della Polizia di Stato Italiana,  polizia spagnola, Guardia di Finanza italiana, polizia colombiana e dell'antidroga statunitense, Drug Enforcement Administration.